# 2003년 대한민국의 베스트셀러 목록
다음은 2003년 대한민국의 베스트셀러 목록이다. 

## 종합
1. 나무
2. 톨스토이 단편선
3. 파페포포 메모리즈
4. 야생초 편지
5. 화
6. 한국의 부자들
7. 설득의 심리학 1
8. 지상에 숟가락 하나
9. 내 생애의 아이들
10. 칭찬은 고래도 춤추게 한다
11. 모리와 함께한 화요일(양장본 HardCover)
12. 해리포터와 불사조기사단 제5권 1
13. 달님은 알지요(일공일삼 27)
14. 냉정과 열정사이(ROSSO)
15. 아홉살 인생(양장본 HardCover)
16. 포엠툰(POEM TOON)
17. 이익훈 EYE OF THE TOEIC
18. 토마토:토익점수마구올려주는토익(READING)
19. 바보들은 항상 결심만 한다
20. 가방 들어 주는 아이(2판)
21. 고기잡이는 갈대를 꺾지 않는다
22. 공부기술
23. 나의 라임 오렌지나무
24. 메모의 기술
25. 한시 이야기(정민 선생님이 들려주는)(진경문고)
26. 창가의 토토
27. 혼자만 잘 살믄 무슨 재민겨(개정증보판)(고집쟁이 농사꾼의 세상사는 이야기 1)
28. 물은 답을 알고 있다
29. 폰더씨의 위대한 하루
30. 살아있는 역사 1
31. 마당깊은 집(문학과지성 소설 명작선 15)
32. 단순하게 살아라
33. 해변의 카프카(상)
34. 아침형 인간(인생을 두배로 사는)
35. 화성에서 온 남자 금성에서 온 여자
36. 완두콩
37. 이익훈 EAR OF THE TOEIC
38. 그리스 로마 신화 14(트로이)(만화로 보는)
39. 열두살에 부자가 된 키라
40. 누가 내 치즈를 옮겼을까
41. 삼국유사
42. 지선아 사랑해
43. 30부터 준비하는 당당한 내인생
44. 난장이가 쏘아 올린 작은 공
45. 내 영혼이 따뜻했던 날들(2판)
46. 이보영의 120분 영어회화(TAPE3개포함)
47. 곽재구의 포구기행
48. 운명
49. 강아지똥(민들레그림책 1)(양장본 HardCover)
50. 그 놈은 멋있었다 1

## 같이 보기
- 대한민국의 베스트셀러